# 巴扬经
在巴比教和巴哈伊信仰中, 《巴扬经》（阿拉伯语：‎）一般为巴孛的两部著作的总称。有时，也特指两本著作之一。
- 《波斯语巴扬经》：以波斯语写就。创作于1847年末至1848年初。
- 《阿拉伯语巴扬经》：以阿拉伯语写就。[1]巴哈伊信仰视此著作为圣作，因其认为巴哈伊信仰的创作者巴哈欧拉是巴孛预言中的上帝的显示者。

## 引用
1. ↑  . Bahai.org.   [11 February 2016]. （原始内容存档于2020-05-05）.